# Localisation d'Anderson
En physique de la matière condensée, la localisation d'Anderson est l'absence de diffusion des ondes dans un milieu désordonné. Ce phénomène est nommé d'après le physicien américain P. W. Anderson, qui a été le premier à suggérer que la localisation d'électrons est possible dans un treillis potentiel, à condition que le degré de hasard (de désordre) dans le treillis soit assez grand. Ce phénomène peut être réalisé par exemple dans un semi-conducteur contenant des impuretés ou des défauts.
En une et deux (en l'absence de couplage spin-orbite) dimensions, les états sont toujours localisés dès que le désordre est présent.En trois dimensions (ou en deux dimension en présence de couplage spin-orbite), l'intensité du désordre doit dépasser un certain seuil (appelé désordre critique) pour que tous les états soient localisés,. Pour un désordre plus faible que le désordre critique, il existe un seuil de mobilité. Les états d'énergie {\displaystyle E} inférieure au seuil de mobilité {\displaystyle E_{c}} sont localisés, ceux d'énergie supérieure au seuil de mobilité sont diffusifs. Lorsque le niveau de Fermi est en dessous du seuil de mobilité, un état isolant est obtenu. Lorsqu'il est au-dessus, un état conducteur est observé. La localisation d'Anderson permet donc d'obtenir des transitions métal-isolant en fonction de la densité de porteurs ou de l'intensité du désordre. Près du seuil de mobilité, la longueur de localisation {\displaystyle \xi } diverge comme {\displaystyle \xi \sim (E-E_{c})^{-\nu }}et la conductivité (au zéro absolu) s'annule comme {\displaystyle \sigma \sim (E-E_{c})^{s}}. Il existe une relation entre les exposants critiques {\displaystyle s=\nu (d-2)}.
Dans la phase localisée en {\displaystyle d} dimensions, à température {\displaystyle T>0} suffisamment basse, la conductivité suit la loi du variable range hopping {\displaystyle \sigma _{dc}(T)\sim e^{-(T_{0}/T)^{1/(d+1)}}}. De plus, en fonction de la fréquence, la conductivité varie comme {\displaystyle \sigma _{ac}(\omega )\sim \omega ^{2}(\ln(\omega _{0}/\omega ))^{d+1}}.

## Éléments de définition
La localisation d'Anderson est un phénomène général qui s'applique au transport des ondes électromagnétiques, des ondes acoustiques, des ondes quantiques, des ondes de spin, etc. Elle a pu être observée avec des atomes ultrafoids,. Ce phénomène est à distinguer de la localisation faible, qui est le précurseur de l'effet de la localisation d'Anderson, et de la localisation de Mott, nommé d'après Sir Nevill Mott, où la transition de métal à isolant n'est pas due au désordre, mais à la forte répulsion de Coulomb entre les électrons.

## Histoire
La « localisation d'Anderson » est un phénomène quantique resté depuis la fin des années 1950 impossible à démontrer directement malgré les efforts des chercheurs en physique de la matière condensée. 
Dans les années 2000, après avoir entendu un conférencier suggérer de mettre des atomes dans un milieu désordonné (par exemple avec des obstacles irréguliers), Alain Aspect et Philippe Bouyer ont eu l'idée d'adapter une expérience en laboratoire pour observer, en utilisant des atomes dans un milieu désordonné créé avec des lasers. Cette technique a permis d'emprisonner des atomes ultrafroids dans un « paysage de localisation » désordonné et d'observer directement ce phénomène, ainsi que de photographier une « fonction d'onde atomique », une avancée saluée par la communauté scientifique. En 2025, les chercheurs continuent à tenter de reproduire et approfondir cette expérience révolutionnaire en physique quantique.
La « méthode du paysage de localisation » est utilisée pour identifier les zones où des ondes, comme celles des atomes ou des électrons, sont susceptibles d'être localisées dans un milieu désordonné. Dans le contexte de la localisation d'Anderson, cette méthode utilise des calculs mathématiques spécifiques qui analysent les propriétés du système désordonné pour déterminer les zones de confinement potentiel, pour prédire les régions où les particules ou les ondes sont piégées en raison du désordre du milieu. Elle a des applications en physique quantique, mais aussi dans d'autres domaines comme l'acoustique ou les matériaux désordonnés.